# Excalfactoria
Excalfactoria  es un género de aves galliformes en la familia Phasianidae.

## Especies
El género contiene dos especies:
- Excalfactoria chinensis (Linnaeus, 1766) – codorniz china;
- Excalfactoria adansonii (Verreaux, J & Verreaux, E, 1851) –  codorniz africana.